# Kanonizacija
Kanonizacija predstavlja postupak kojim se određene osobe proglašavaju svetcima, odnosno postaju predmet štovanja Crkve i njezinih vjernika. 
U Katoličkoj crkvi beatifikacija prethodi kanonizaciji. Kanonizacijom se bavi posebno crkveno tijelo, Kauza za proglašenje svetaca u Rimu.
Apostolska konstitucija pape Ivana Pavla II. Božanski učitelj savršenstva od 25. siječnja 1983. godine dala je obnovljen postupak kanonizacije. Njome je ujedno na novi način uređen Sveti zbor za proglašavanje svetaca. Odredbe Svetog zbora za proglašavanje svetaca od 7. veljače 1983. godine određuju čega se moraju obdržavati biskupi kad se ispituje u postupcima prigodom proglašavanja svetaca.